# Hold It Against Me
„Hold It Against Me” este un cântec al interpretei americane Britney Spears pentru cel de-al șaptelea ei album de studio, Femme Fatale (2011). Piesa a fost compusă și produsă de Max Martin, Dr. Luke și Billboard, Bonnie McKee contribuind în calitate de textier ajutător. Luke a explicat faptul că și-a dorit ca „Hold It Against Me” să sune în totalitate diferit față de producțiile sale anterioare. Melodia a fost inițial oferită artistei Katy Perry, însă Luke și Martin au fost de părere că aceasta nu este potrivită pentru ea. O versiune demonstrativă realizată de McKee a apărut în mod ilegal pe internet la 6 ianuarie 2011. Versiunea oficială a fost pusă la dispoziție spre difuzare pe serviciile de streaming la 10 ianuarie 2011, lansarea digitală având loc în următoarea zi.
Din punct de vedere muzical, „Hold It Against Me” este un amestec de beat-uri dance și industrial pulsante, cu elemente din muzica trance. Refrenul conține sintetizatoare sacadate care scot în evidență vocea lui Spears și pun în contrast instrumentalul puternic. Cântecul prezintă, de asemenea, o secvență dubstep în care solista geme și trimite săruturi. Melodia se încheie cu un ultim refren ce conține elemente din muzica rave. Versurile portretizează jocul seducător pe care Spears îl realizează pentru a atrage atenția cuiva de pe ringul de dans, în timp ce refrenul gravitează în jurul unor replici de agățat. După lansarea single-ului, formația The Bellamy Brothers l-au criticat datorită similarităților cu melodia lor din anul 1979, „If I Said You Had a Beautiful Body Would You Hold It Against Me”. Formația a fost dată în judecată de către Martin, Luke, McKee și Billboard pentru defăimare și calomnie, însă cazul a fost închis după ce The Bellamy Brothers și-au cerut iertare. McKee a declarat într-un interviu că titlul a fost inspirat de o discuție pe care a purtat-o alături de Katy Perry despre corpul ei.
„Hold It Against Me” a primit recenzii pozitive din partea criticilor de specialitate, în ciuda faptului că unii au criticat versurile. Cântecul a debutat pe prima poziție a clasamentelor din Belgia (Valonia), Canada, Danemarca, Finlanda și Noua Zeelandă, precum și în topul Billboard Hot 100 din Statele Unite, devenind cel de-al patrulea single al solistei care ajunge pe locul unu. Spears a devenit, de asemenea, a doua artistă din istoria clasamentului care să debuteze pe locul unu de mai multe ori, precum și a doua artistă care obține această performanță cu două single-uri consecutive. „Hold It Against Me” i-a oferit lui Spears distincția de a fi a șaptea artistă care reușește să obțină un single pe locul unu în trei decenii consecutive. Piesa a devenit un șlagăr de top cinci în țări precum Australia, Irlanda, Italia, Finlanda, Norvegia sau Scoția.
Videoclipul melodiei a fost regizat de Jonas Åkerlund. Lansarea acestuia a avut loc la 17 februarie 2011, fiind precedat de o campanie promoțională de două săptămâni în care diferite fragmente au fost lansate. Clipul o prezintă pe Spears drept un star pop care a căzut din spațiu pentru a găsi faimă pe Pământ. Aici devine copleșită de presiunea de a fi o celebritate și cedează nervos. Videoclipul a primit recenzii mixte către pozitive; criticii au complimentat conceptul artistic și imaginile, însă au criticat aspru plasarea de produse. Spears a cântat „Hold It Against Me” la Rain Nightclub, Good Morning America și Jimmy Kimmel Live!, precum și la turneul Femme Fatale Tour (2011) drept act de deschidere.

## Informații generale

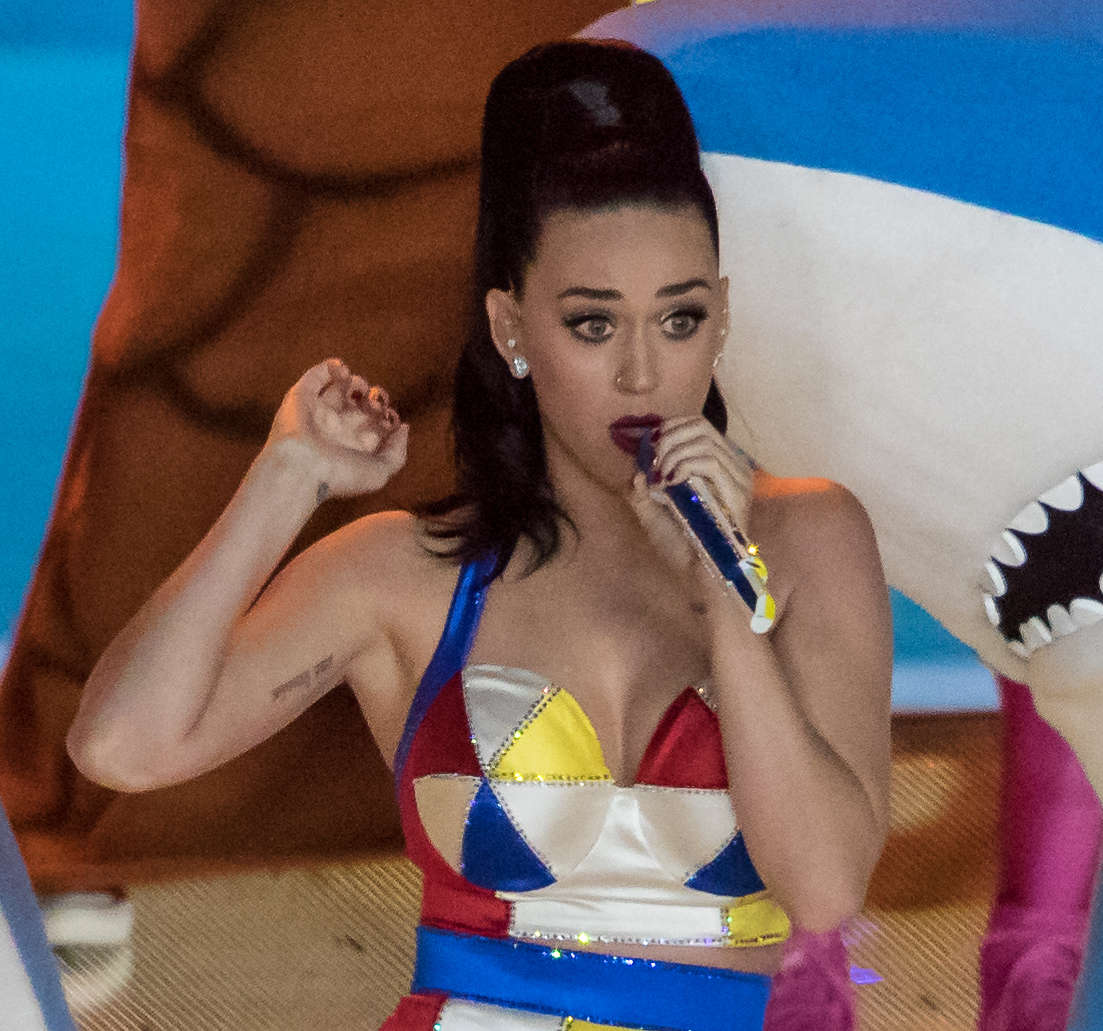
Cântăreața americană Katy Perry (fotografie) a fost inspirația din spatele cântecului, iar textierii au planificat în mod inițial să i-l ofere ei.

„Hold It Against Me” a fost compus și produs de Max Martin, Dr. Luke și Billboard, Bonnie McKee contribuind în calitate de textier ajutător. Cântecul a fost inspirat de un moment în care McKee a văzut-o pe cântăreața americană Katy Perry purtând o rochie mulată și a spus în glumă „La naiba Katy, dacă ți-aș fi spus că ai un corp frumos, te-ai supăra pe mine?” După finalizarea compunerii versurilor, Luke și Martin și-au dorit să îi ofere cântecul lui Perry, însă ulterior cei doi s-au decis că aceasta „nu era o piesă potrivită pentru [ea].” Producătorii au continuat să lucreze la melodie alături de Billboard; Luke a comentat: „Am vrut să mă asigur că va suna total diferit față de orice am făcut până acum. [...] Versurile sunt puternice, iar secvența intermediară este super, super puternică, însă refrenul este super-pop.” După ce câteva versuri au apărut pe internet, publicațiile mass-media au speculat că acestea ar face parte din cântec. Ulterior, Luke a comentat pe contul său de Twitter la 9 decembrie 2010 „Eu / noi nu am compus niciodată un cântec pe nume «don't hold it against me».... feriți-vă de informații eronate copii ;-) Am compus «hold it against me» însă acele versuri NU sunt versurile adevărate....” Agențiile de presă au raportat faptul că „Hold It Against Me” va avea premiera la 7 ianuarie 2011. Cu toate acestea, anunțul a fost negat de impresarul lui Spears, Adam Leber. O versiune demonstrativă interpretată de McKee a apărut în mod ilegal pe internet la 6 ianuarie 2011. Spears a postat coperta cântecului în aceeași zi pe contul ei de Twitter, adăugând mesajul: „Am auzit că o versiune timpurie a noului meu single a scăpat. Dacă sunteți de părere că este bun, așteptați până ce veți auzi varianta reală Marți.”
La 10 ianuarie 2011, discul single a fost pus la dispoziție spre difuzare streaming pe website-ul lui Ryan Seacrest, după ce acesta l-a difuzat în premieră în cadrul emisiunii sale de radio. Spears a scris pe Twitter „Nu am mai putut aștepta. Sper că nu vă deranjează.....” Premiera de la radio a cauzat numeroase prăbușiri ale serverelor site-ului după ce a primit un trafic mult prea mare de căutări în legătură cu cântecul. „Hold It Against Me” a fost lansat spre descărcare digitală în Statele Unite și Canada pe platforma iTunes Store la 00:00 EST (05:00 UTC), unde a fost disponibil exclusiv până pe 18 ianuarie 2011. S-a stabilit inițial ca lansarea din Regatul Unit să aibă loc la 20 februarie 2011, însă data a fost mutată către 17 ianuarie 2011 datorită numărului mare de cereri.

## Prezența în clasamente
| Țară (clasament 2011)                             | Poziția maximă | Referință |
| ------------------------------------------------- | -------------- | --------- |
| Australia (ARIA)                                  | 4              | [ 14 ]    |
| Austria (Ö3 Austria Top 40)                       | 16             | [ 15 ]    |
| Belgia (Ultratop 50 Flandra)                      | 2              | [ 16 ]    |
| Belgia (Ultratop 50 Valonia)                      | 1              | [ 17 ]    |
| Brazilia (Billboard Hot 100)                      | 35             | [ 18 ]    |
| Brazilia (Billboard Hot Pop Songs)                | 12             | [ 19 ]    |
| Canada (Canadian Hot 100)                         | 1              | [ 20 ]    |
| Cehia (Rádio Top 100)                             | 17             | [ 21 ]    |
| Coreea de Sud (GAON International Chart)          | 1              | [ 22 ]    |
| Danemarca (Tracklisten)                           | 1              | [ 23 ]    |
| Elveția (Schweizer Hitparade)                     | 7              | [ 24 ]    |
| Finlanda (Suomen virallinen lista)                | 1              | [ 25 ]    |
| Franța (SNEP)                                     | 31             | [ 26 ]    |
| Germania (GfK Entertainment Charts)               | 23             | [ 27 ]    |
| Irlanda (IRMA)                                    | 5              | [ 28 ]    |
| Israel (Media Forest)                             | 7              | [ 29 ]    |
| Italia (FIMI)                                     | 2              | [ 30 ]    |
| Japonia (Japan Hot 100)                           | 8              | [ 31 ]    |
| Luxemburg (Luxembourg Digital Songs)              | 8              | [ 32 ]    |
| Noua Zeelandă (Recorded Music NZ)                 | 1              | [ 33 ]    |
| Norvegia (VG-lista)                               | 2              | [ 34 ]    |
| Olanda (Single Top 100)                           | 20             | [ 35 ]    |
| Olanda (Dutch Top 40)                             | 25             | [ 36 ]    |
| Portugalia (Portugal Digital Songs)               | 7              | [ 37 ]    |
| Regatul Unit (UK Singles Chart)                   | 6              | [ 38 ]    |
| România (Romanian Top 100)                        | 50             | [ 39 ]    |
| Scoția (Official Charts Company)                  | 4              | [ 40 ]    |
| Slovenia (Rádio Top 100)                          | 3              | [ 41 ]    |
| Spania (PROMUSICAE)                               | 6              | [ 42 ]    |
| Suedia (Sverigetopplistan)                        | 9              | [ 43 ]    |
| Statele Unite ale Americii (Billboard Hot 100)    | 1              | [ 44 ]    |
| Statele Unite ale Americii (Adult Top 40)         | 23             | [ 45 ]    |
| Statele Unite ale Americii (Hot Dance Club Songs) | 1              | [ 46 ]    |
| Statele Unite ale Americii (Mainstream Top 40)    | 3              | [ 47 ]    |
| Statele Unite ale Americii (Rhythimic)            | 14             | [ 48 ]    |
| Statele Unite ale Americii (Digital Songs)        | 1              | [ 49 ]    |
| Ungaria (Rádiós Top 40)                           | 33             | [ 50 ]    |

| Țară (clasament 2011)                             | Poziția maximă | Referință |
| ------------------------------------------------- | -------------- | --------- |
| Australia (ARIA)                                  | 97             | [ 51 ]    |
| Belgia (Ultratop 50 Flandra)                      | 93             | [ 51 ]    |
| Belgia (Ultratop 50 Valonia)                      | 81             | [ 52 ]    |
| Canada (Canadian Hot 100)                         | 50             | [ 53 ]    |
| Coreea de Sud (GAON International Chart)          | 16             | [ 54 ]    |
| Japonia (Japan Hot 100)                           | 75             | [ 55 ]    |
| Suedia (Sverigetopplistan)                        | 96             | [ 56 ]    |
| Regatul Unit (UK Singles Chart)                   | 136            | [ 57 ]    |
| Statele Unite ale Americii (Billboard Hot 100)    | 60             | [ 58 ]    |
| Statele Unite ale Americii (Hot Dance Club Songs) | 34             | [ 59 ]    |
| Statele Unite ale Americii (Mainstream Top 40)    | 40             | [ 60 ]    |

## Vânzări și certificări
| \| Țară (clasament) \| Vânzări/ puncte \| Certificare \| Referințe \| \| --------------------------------- \| --------------- \| ----------- \| --------- \| \| Australia (ARIA) \| +70.000 \| \| [61] \| \| Coreea de Sud \| +672.350 \| \| [62] \| \| Mexic (AMPROFON) \| +30.000 \| \| [63] \| \| Noua Zeelandă (RMNZ) \| +7.500 \| \| [64] \| \| Regatul Unit (BPI) \| +200.000 \| \| [65] \| \| Suedia (GLF) \| +80.000 \| \| [66] \| \| Statele Unite ale Americii (RIAA) \| +1.600.000 \| \| [67][68] \| | Note - reprezintă „disc de argint”; - reprezintă „disc de aur”; - reprezintă „disc de platină”; - reprezintă „dublu disc de platină”. |             |               |
| Țară (clasament) | Vânzări/ puncte | Certificare | Referințe     |
| Australia (ARIA) | +70.000 |             | [ 61 ]        |
| Coreea de Sud | +672.350 |             | [ 62 ]        |
| Mexic (AMPROFON) | +30.000 |             | [ 63 ]        |
| Noua Zeelandă (RMNZ) | +7.500 |             | [ 64 ]        |
| Regatul Unit (BPI) | +200.000 |             | [ 65 ]        |
| Suedia (GLF) | +80.000 |             | [ 66 ]        |
| Statele Unite ale Americii (RIAA) | +1.600.000 |             | [ 67 ] [ 68 ] |

## Datele lansărilor
| Țară                       | Dată              | Format                    | Casă de discuri  |
| -------------------------- | ----------------- | ------------------------- | ---------------- |
| Statele Unite ale Americii | 10 ianuarie 2011  | Premieră radio            | Jive Records     |
| Australia                  | 11 ianuarie 2011  | Descărcare digitală       | Jive Records     |
| Canada                     | 11 ianuarie 2011  | Descărcare digitală       | Jive Records     |
| Danemarca                  | 11 ianuarie 2011  | Descărcare digitală       | Jive Records     |
| Elveția                    | 11 ianuarie 2011  | Descărcare digitală       | Jive Records     |
| Finlanda                   | 11 ianuarie 2011  | Descărcare digitală       | Jive Records     |
| Franța                     | 11 ianuarie 2011  | Descărcare digitală       | Jive Records     |
| Grecia                     | 11 ianuarie 2011  | Descărcare digitală       | Jive Records     |
| Italia                     | 11 ianuarie 2011  | Descărcare digitală       | Jive Records     |
| Irlanda                    | 11 ianuarie 2011  | Descărcare digitală       | Jive Records     |
| Mexic                      | 11 ianuarie 2011  | Descărcare digitală       | Jive Records     |
| Noua Zeelandă              | 11 ianuarie 2011  | Descărcare digitală       | Jive Records     |
| Norvegia                   | 11 ianuarie 2011  | Descărcare digitală       | Jive Records     |
| Portugalia                 | 11 ianuarie 2011  | Descărcare digitală       | Jive Records     |
| Spania                     | 11 ianuarie 2011  | Descărcare digitală       | Jive Records     |
| Suedia                     | 11 ianuarie 2011  | Descărcare digitală       | Jive Records     |
| Țările de Jos              | 11 ianuarie 2011  | Descărcare digitală       | Jive Records     |
| Statele Unite ale Americii | 11 ianuarie 2011  | Descărcare digitală       | Jive Records     |
| Polonia                    | 12 ianuarie 2011  | Descărcare digitală       | Jive Records     |
| Brazilia                   | 12 ianuarie 2011  | Descărcare digitală       | Jive Records     |
| Regatul Unit               | 17 ianuarie 2011  | Descărcare digitală       | RCA Records      |
| Statele Unite ale Americii | 18 ianuarie 2011  | Difuzare radio CHR/Top 40 | Jive Records     |
| Germania                   | 11 februarie 2011 | Descărcare digitală       | Jive Records     |
| Germania                   | 18 februarie 2011 | CD single                 | Jive Records     |
| Hong Kong, China           | 25 martie 2011    | CD single                 | Columbia Records |